# Lepidocephalichthys hasselti
Lepidocephalichthys hasselti är en fiskart som först beskrevs av Valenciennes, 1846.  Lepidocephalichthys hasselti ingår i släktet Lepidocephalichthys och familjen nissögefiskar. Inga underarter finns listade i Catalogue of Life.